# Kierston Wareing
Kierston Wareing (Leigh-on-Sea, 7 januari 1976) is een Engels televisie- en filmactrice. Ze werd voor haar hoofdrol in It's a Free World... genomineerd voor een BAFTA TV Award en tevens voor British Independent Film Awards in zowel de categorie beste actrice als in die voor de meest veelbelovende nieuwkomer.

## Biografie
Wareing werd geboren als Faye Kierston Wareing, maar vond haar middelste naam zelf altijd mooier dan haar voornaam. In 2006 veranderde ze haar naam daarom officieel in Kierston Wareing. Haar moeder is een bejaardenverzorgster en haar vader heeft een reclamebureau, waarvoor ook haar één jaar jongere broer werkt. Na haar schooltijd verhuisde ze met een (inmiddels ex-)vriendje naar New York, waaruit ze in 2002 terugkeerde.
Wareing maakte in 2007 zowel haar televisie- als filmdebuut. Eerst was ze in juli te zien als de moeder van een vermist meisje tijdens een eenmalige gastrol in de serie Wire in the Blood. Twee maanden later gingen de Britse films It's a Free World... en Rise of the Footsoldier in première. In eerstgenoemde titel speelde Wareing direct ook haar eerste hoofdrol.
Doorbreken voor de camera viel Wareing niettemin zwaar. Toen ze na tien jaar proberen in 2006 nog steeds niet aan het werk was, stond ze op het punt te stoppen met acteren om te gaan werken als juridisch secretaresse. De hoogtepunten op haar cv bestonden tot op dat moment uit een naamloos rolletje in EastEnders en verschijningen in videoclips van Oasis en Michelle McManus (de winnares van het Britse Pop Idol 2003). Voor Wareing daadwerkelijk stopte, kreeg ze een telefoontje waarin ze werd uitgenodigd auditie te komen doen voor Ken Loach' film It's a Free World..., waarmee ze  direct doorbrak. Daarmee kwam haar acteercarrière alsnog op gang. Ze was vanaf 2012 opnieuw te zien in EastEnders, waarin ze ditmaal meer dan honderd afleveringen Kirsty Branning ging spelen.

## Filmografie

### Film
- Peter Pan's Neverland Nightmare (2025)
- Avengement (2019)
- I Love My Mum (2018)
- We the Kings (2018)
- Cardboard Gangsters (2017)
- 100 Streets (2016)
- The Habit of Beauty (2016)
- Let Me Survive (2013)
- The Double (2013)
- The Fall of the Essex Boys (2013)
- The Liability (2012)
- Love Bite (2012)
- Twenty8k (2012)
- Four (2011)
- The Holding (2011)
- Bonded by Blood (2010)
- Basement
- Fish Tank (2009)
- Il caso dell'infedele Klara (2009, alias The Case of Unfaithful Klara)
- Rise of the Footsoldier (2007)
- It's a Free World... (2007)

### Televisieseries
*Exclusief eenmalige gastrollen
- Trust - Cockney Pauline (2018. twee afleveringen)
- Strike - Leda Strike (2018, twee afleveringen)
- The End of the F***ing World - Debbie (2017, twee afleveringen)
- Hollyoaks - Ashley Davidson (2015, negen afleveringen)
- Glue - Joyce (2014, drie afleveringen)
- EastEnders - Kirsty Branning (2001-2014, 126 afleveringen)
- Top Boy - Heather (2011, vier afleveringen)
- Luther - Caroline Jones (2011, vier afleveringen)
- The Take - Jackie (2009, vier afleveringen)
- Runaway  - Kelly (2009, drie afleveringen)